# Selecció de futbol de l'Aràbia Saudita
La selecció de futbol de l'Aràbia Saudita (àrab: منتخب السعودية لكرة القدم, muntaẖab as-Saʿūdiyya li-kurat al-qadam) és la selecció de futbol de l'Aràbia Saudita, una de les més importants d'Àsia, on ha guanyat la Copa d'Àsia en tres ocasions els anys 1984, 1988 i 1996, alhora que s'ha classificat per a la Copa del Món de 1994, 1998, 2002, 2006, 2018 i 2022. La selecció és coneguda popularment com a al-Sogour (àrab: الصقور, as-Suqūr, pronunciat localment as-Sugūr), que vol dir ‘els Falcons’, o al-Akhdar (àrab: الأخضر, al-Aẖdar), que vol dir ‘els Verds’, o, encara, com as-Sugur al-Khàdar (àrab: الصقور الخضر, as-Suqūr al-Ḫadar), ‘els Falcons verds’.

## Campionats del Món
| Edició      | Ronda                    | Posició                  | PJ                       | PG                       | PE *                     | PP                       | GF                       | GC                       |
| ----------- | ------------------------ | ------------------------ | ------------------------ | ------------------------ | ------------------------ | ------------------------ | ------------------------ | ------------------------ |
| 1930 a 1958 | No era membre de la FIFA | No era membre de la FIFA | No era membre de la FIFA | No era membre de la FIFA | No era membre de la FIFA | No era membre de la FIFA | No era membre de la FIFA | No era membre de la FIFA |
| 1962 a 1974 | No hi participà          | No hi participà          | No hi participà          | No hi participà          | No hi participà          | No hi participà          | No hi participà          | No hi participà          |
| 1978 a 1990 | No s'hi classificà       | No s'hi classificà       | No s'hi classificà       | No s'hi classificà       | No s'hi classificà       | No s'hi classificà       | No s'hi classificà       | No s'hi classificà       |
| 1994        | Vuitens de final         | 12s                      | 4                        | 2                        | 0                        | 2                        | 5                        | 6                        |
| 1998        | Primera fase             | 28s                      | 3                        | 0                        | 1                        | 2                        | 2                        | 7                        |
| 2002        | Primera fase             | 32s                      | 3                        | 0                        | 0                        | 3                        | 0                        | 12                       |
| 2006        | Primera fase             | 28s                      | 3                        | 0                        | 1                        | 2                        | 2                        | 7                        |
| 2010        | No s'hi classificà       | No s'hi classificà       | No s'hi classificà       | No s'hi classificà       | No s'hi classificà       | No s'hi classificà       | No s'hi classificà       | No s'hi classificà       |
| 2014        | No s'hi classificà       | No s'hi classificà       | No s'hi classificà       | No s'hi classificà       | No s'hi classificà       | No s'hi classificà       | No s'hi classificà       | No s'hi classificà       |
| 2018        | Primera fase             | 26s                      | 3                        | 1                        | 0                        | 2                        | 2                        | 7                        |
| 2022        | Pendent                  | Pendent                  | Pendent                  | Pendent                  | Pendent                  | Pendent                  | Pendent                  | Pendent                  |
| 2026        | Pendent                  | Pendent                  | Pendent                  | Pendent                  | Pendent                  | Pendent                  | Pendent                  | Pendent                  |
| Total       | 5/21                     |                          | 16                       | 3                        | 2                        | 11                       | 11                       | 39                       |

## Copes d'Àsia
La Selecció de futbol de l'Aràbia Saudita s'ha alçat en tres ocasions amb el títol de la Copa d'Àsia en les edicions de 1984 a Singapur, 1988 a Qatar i 1996 als Emirats Àrabs Units.
| 1956 a 1972 | No classificat    |
| 1976        | Withdrew          |
| 1980        | No classificat    |
| 1984        | Campions          |
| 1988        | Campions          |
| 1992        | Segon classificat |
| 1996        | Campions          |
| 2000        | Segon classificat |
| 2004        | Fase de grups     |
| 2007        | Segon classificat |
| 2011        | classificada      |
| 2015        | classificada      |